# Tropolon
Tropolon je hidroksiderivat tropona. Obstajajo trije tropoloni, odvisno od mesta vezave hidroksilne skupine.
Sinteza tropolona poteka na dva načina:
1. z bromiranjem 1,2-cikloheptandiona (uporabimo N-Bromosukcinimid in kasnejšo dehidrohalogenacijo pri zvišani temperaturi; 
2. z akiloinsko kondenzacijo etilestra pimelične kisline in akiloina ter kasnejšo oksidacijo z bromom.
α-tropolon je inhibitor grozdne polifenol oksidaze.